# Maria van Schooten
Maria van Schooten, född 1555, död 1573, var en nederländsk frihetshjältinna. Hon deltog i Kenau Simonsdochter Hasselaers berömda försvar under spanjorernas belägring av Haarlem 1573 och avled av de skador hon fick i strid. Hon blev berömd och har fått en plats i nederländska uppslagsböcker, så som i Vaderlandsch woordenboek (1785-1799).
Hon var dotter till Jan van Schooten och Cornelia van Egmond. Hon uppges ha avlidit i strid från de skador hon fick i benen under belägringen, och hon identifieras som en av de kvinnor som leddes av den berömda Kenau Simonsdochter Hasselaer i stadens försvar. Även i samtida dokument från belängringen antecknas 16 mars 1573 att en Maria van Schooten avlidit av de skador hon fick av en kula genom hennes mage och ben. Hon begravdes i en militär hedersbegravning med baner och i närvaro av hela Haarlems kaptener. Hon avbildades på den berömda målningen av JH Egenberger och B. Wijnveld från 1854 som föreställer Kenau Simonsdochter Hasselaer och hennes soldater på Haarlems vallar.

## Fotnoter
1. ↑  Maria van Schooten, Biografisch Portaal (på nederländska), Biografisch Portaal-nummer: 73874881.[källa från Wikidata]